# كاتسوهيرو مايدا
كاتسوهيرو مايدا (باليابانية: 前田勝宏؛ بالكانا: まえだ かつひろ) هو لاعب كرة قاعدة ياباني، ولد في 23 يونيو 1971 في تارومي-كو في اليابان.

## وصلات خارجية
- كاتسوهيرو مايدا على موقع الدوري الياباني لكرة القاعدة (الإنجليزية)
- كاتسوهيرو مايدا على موقعبيزبول رفرنس.كوم (الدوري الثانوي) (الإنجليزية)